# Martinet negre
El martinet negre (Egretta ardesiaca) és una espècie d'ocell de la família dels ardèids (Ardeidae) que habita aiguamolls, llacs i manglars de la zona afrotròpica, des del Senegal fins Benin, des de Mali, seguint el curs del Riu Níger, a través del sud de Níger i nord de Nigèria fins al Llac Txad, i a l'Àfrica oriental i Meridional, des del sud del Sudan i Etiòpia fins al sud d'Angola i nord de Namíbia, nord de Botswana i nord-est de Sud-àfrica. També a Madagascar.